# Vincent Blanc
Vincent Blanc (9 aprile 1973) è un ex sciatore alpino francese.

## Biografia
Specialista delle prove veloci originario di Cran-Gevrier, Blanc debuttò in campo internazionale in occasione dei Mondiali juniores di Maribor 1992 ed esordì in Coppa del Mondo il 16 dicembre 1995 in Val Gardena in discesa libera (58º); conquistò l'ultimo podio in Coppa Europa il 7 marzo 1995 a Saalbach-Hinterglemm nella medesima specialità (2º). Sempre in discesa libera in Coppa del Mondo ottenne il miglior piazzamento, il 22 gennaio 2000 a Kitzbühel (17º), e prese per l'ultima volta il via, il 20 gennaio 2001 nella medesima località, quando non portò a termine quella che sarebbe rimasta l'ultima gara in carriera di Blanc. Non prese parte a rassegne olimpiche o iridate.

## Palmarès

### Coppa del Mondo
- Miglior piazzamento in classifica generale: 102º nel 1998

### Coppa Europa
- 1 podio (dati dalla stagione 1994-1995):
  - 1 secondo posto